# Fama (Mali)
Fama is een gemeente (commune) in de regio Sikasso in Mali. De gemeente telt 10.800 inwoners (2009).
De gemeente bestaat uit de volgende plaatsen:
- Fama
- Kouroumasso
- Naminasso
- Naniassoni
- Sabénébougou
- Siramana